# James Scanlon
Pour les articles homonymes, voir Scanlon.
James Scanlon, né le 28 septembre 2006 à Gibraltar, est un footballeur international gibraltarien qui joue au poste de milieu offensif au Manchester United

## Biographie

### Carrière en club
Né à Leicester, James Scanlon est formé par Derby County, avant de rejoindre le Manchester United lors de la saison 2021-22,,,,.
Lors de la saison 2023-2024, il prend part à la Youth League avec United, tout en apparaissant avec l'équipe des moins de 23 ans et s'entraînant avec l'équipe première sous Erik ten Hag,.

### Carrière en sélection
Scanlon est international avec l'équipe de Gibraltar des moins de 17 ans, marquant un doublé pour ses débuts le 25 août 2022 alors que Gibraltar l'emporte 8-2 contre le Liechtenstein,,.
Il joue ensuite avec l'équipe de Gibraltar espoirs, à partir d'une défaite 2-0 contre la Géorgie à Kutaisi, le 6 septembre 2023.
En mars 2024, Scanlon est convoqué pour la première fois avec l'équipe senior de Gibraltar. Il honore sa première sélection le 24 mars 2024, remplaçant Liam Walker à la 74e minute d'une défaite 0-1 contre la Lituanie en match de relégation en Ligue des nations,.

### En sélection
| Années                | Sélection             | Phases finales        | Phases finales | Phases finales | Phases finales | Éliminatoires | Éliminatoires | Éliminatoires | Éliminatoires | Amicaux | Amicaux | Amicaux | Autres compétitions | Autres compétitions | Autres compétitions | Autres compétitions | Total | Total | Total |
| Années                | Sélection             | Comp.                 | M.             | B.             | P.d.           | Comp.         | M.            | B.            | P.d.          | M.      | B.      | P.d.    | Comp.               | M.                  | B.                  | P.d.                | M.    | B.    | P.d.  |
| --------------------- | --------------------- | --------------------- | -------------- | -------------- | -------------- | ------------- | ------------- | ------------- | ------------- | ------- | ------- | ------- | ------------------- | ------------------- | ------------------- | ------------------- | ----- | ----- | ----- |
| 2024                  | Gibraltar             | Euro 2024             | -              | -              | -              | -             | -             | -             | -             | 4       | 0       | 0       | LdN                 | 2                   | 0                   | 0                   | 10    | 1     | 0     |
| 2024                  | Gibraltar             | Euro 2024             | -              | -              | -              | -             | -             | -             | -             | 4       | 0       | 0       | LdN                 | 4                   | 1                   | 0                   | 10    | 1     | 0     |
| 2025                  | Gibraltar             | -                     | -              | -              | -              | CdM 2026      | 4             | 1             | 0             | -       | -       | -       | -                   | -                   | -                   | -                   | 4     | 1     | 0     |
| Total sur la carrière | Total sur la carrière | Total sur la carrière | 0              | 0              | 0              | -             | 4             | 1             | 0             | 4       | 0       | 0       | -                   | 6                   | 0                   | 0                   | 14    | 2     | 0     |

Le tableau suivant liste les rencontres de l'équipe de Gibraltar dans lesquelles James Scanlon a été sélectionné depuis le 21 mars 2024 jusqu'à présent :